# Roméo et Juliette (film, 1936)
Pour les articles homonymes, voir Roméo et Juliette (homonymie).
Pour plus de détails, voir Fiche technique et Distribution.

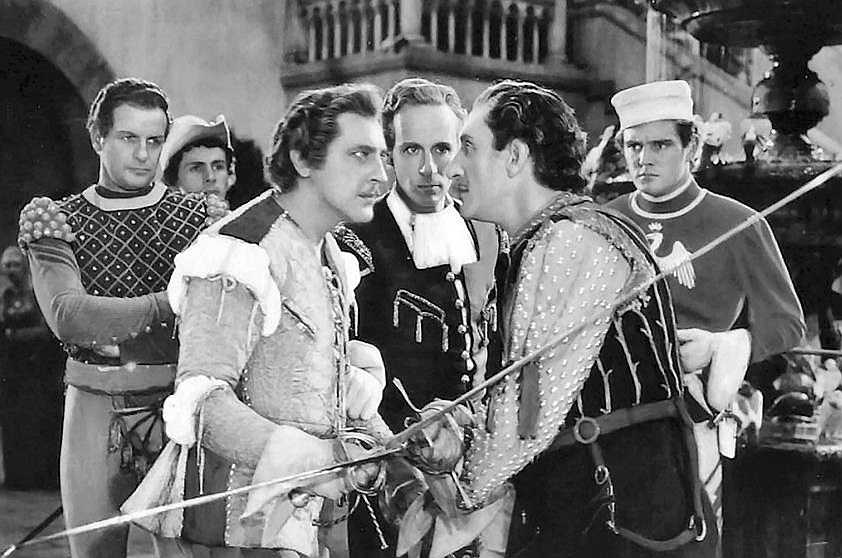
John Barrymore, Leslie Howard et Basil Rathbone

Roméo et Juliette (Romeo and Juliet) est un film américain réalisé par George Cukor, sorti en 1936.

## Synopsis
Deux jeunes gens sont dans l'impossibilité de vivre leur amour à cause de querelles remontant à plusieurs générations entre leurs deux familles nobles....

## Fiche technique
- Titre : Roméo et Juliette
- Titre original : Romeo and Juliet
- Réalisation : George Cukor
- Scénario et adaptation : Talbot Jennings  d'après la pièce de William Shakespeare
- Production : Irving Thalberg
- Société de production : Metro-Goldwyn-Mayer
- Musique : Herbert Stothart et Edward Ward (non créditée)
- Chorégraphe : Agnes de Mille
- Photographie : William H. Daniels
- Montage : Margaret Booth
- Direction artistique : Cedric Gibbons
- Costumes : Adrian et Oliver Messel
- Pays d'origine :  États-Unis
- Langue : anglais
- Format : Noir et blanc - Son : Mono (Western Electric Sound System)
- Genre : Drame, Romance
- Durée : 125 minutes
- Dates de sortie : 
  - États-Unis : 20 août 1936 (première à New York), 3 septembre 1936 (sortie nationale)

## Distribution
- Norma Shearer : Juliette
- Leslie Howard : Roméo
- John Barrymore : Mercutio
- Edna May Oliver : la nourrice
- Basil Rathbone : Tybalt
- C. Aubrey Smith : Lord Capulet
- Violet Kemble Cooper : Lady Capulet
- Andy Devine : Peter
- Conway Tearle : Escalus
- Ralph Forbes : Paris
- Henry Kolker : Frère Laurence
- Robert Warwick : Lord Montaigu
- Virginia Hammond : Lady Montaigu
- Reginald Denny : Benvolio

Acteurs non crédités
- John Bryan : Frère John
- Katherine DeMille : Rosaline
- Ronald Howard